# Matchless
Matchless (Matchless Motorcycle Company) foi uma industria de motocicletas britânica fundada em 1899 pelo inventor e designer, Henry Herbert Collier e seu irmão Charlie, e sua sede industrial era no distrito de Plumstead, região metropolitana de Londres.
Suas primeiras unidades foram produzidas em 1901 e na década de 1910, a Matchless ganhou importantes competições inglesas de velocidade com os pilotos Henry e Charlie, porém, somente em 1912 a empresa decidiu fazer seus próprios motores.
Em 1938, a Matchless juntou-se com outras empresas para criar a Associated Motor Cycles (AMC) e nas décadas seguintes, a AMC, dona da marca, obteve sucessos de vendas em alguns modelos, enquanto outras modelos lançados não obtiveram as mesmas popularidades. Na década de 1960, algumas unidades industriais da AMC foram fechadas e com o declínio das vendas, a empresa faliu em 1966, porém, suas fábricas foram adquiridas pela Norton-Villiers, que produziu alguns modelos da antiga Matchless até meados da década de 1970, mantendo os seus projetos originais.

## Galeria de imagens

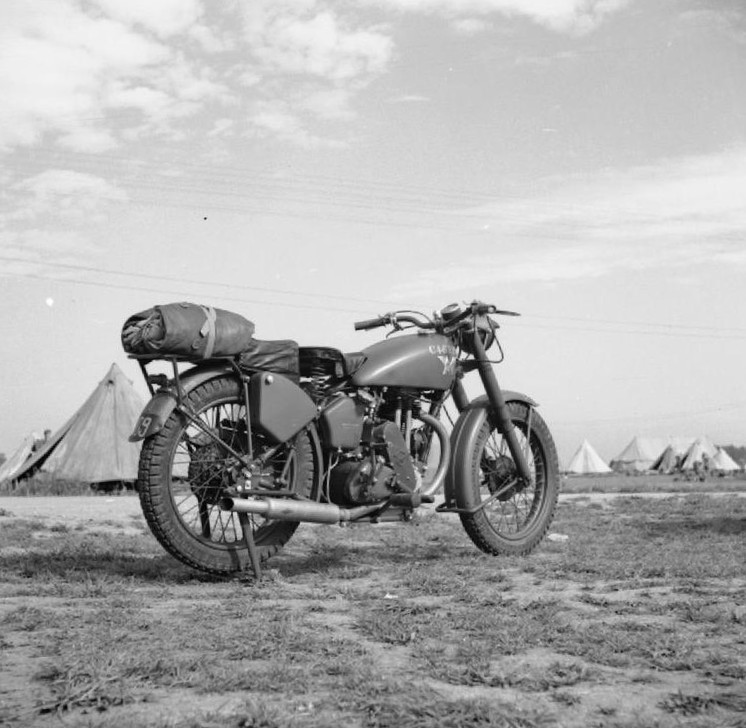
Matchless de 350cc usada pela 1st Airborne Division (1ª Divisão Aerotransportada) durante a Segunda Guerra Mundial
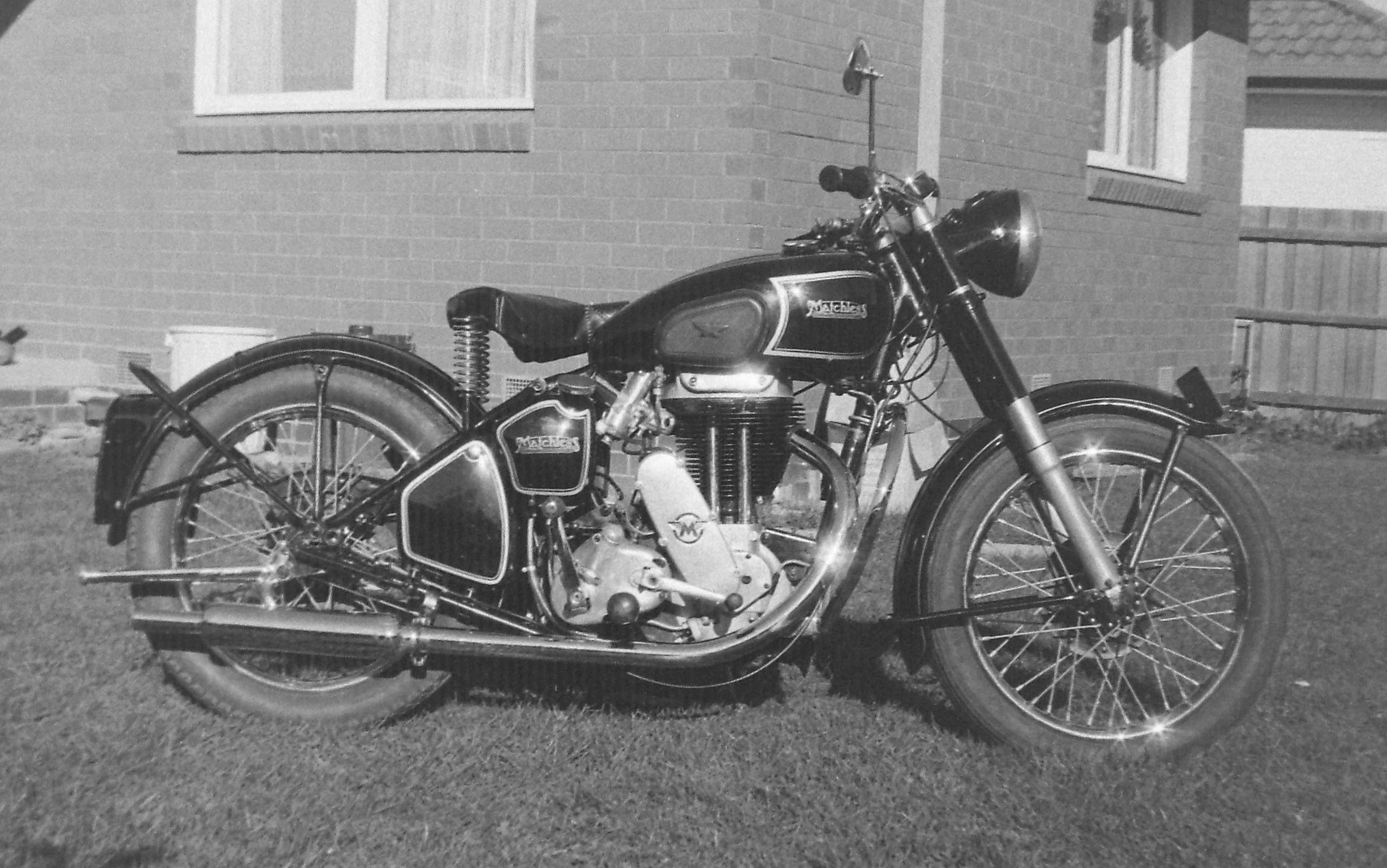
Matchless G80 de 500cc da década de 1950
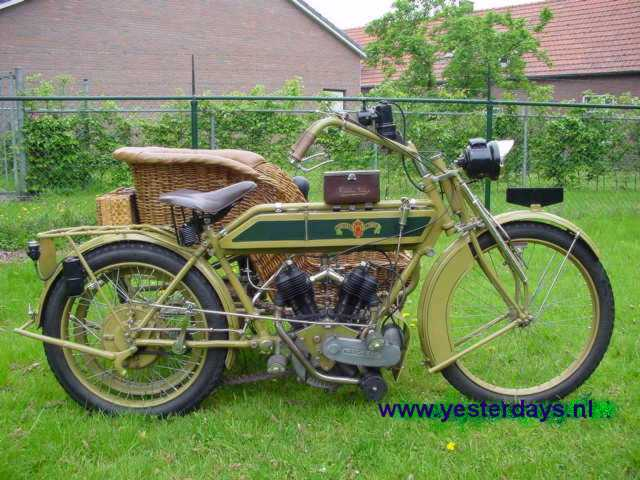
Matchless modelo 1913
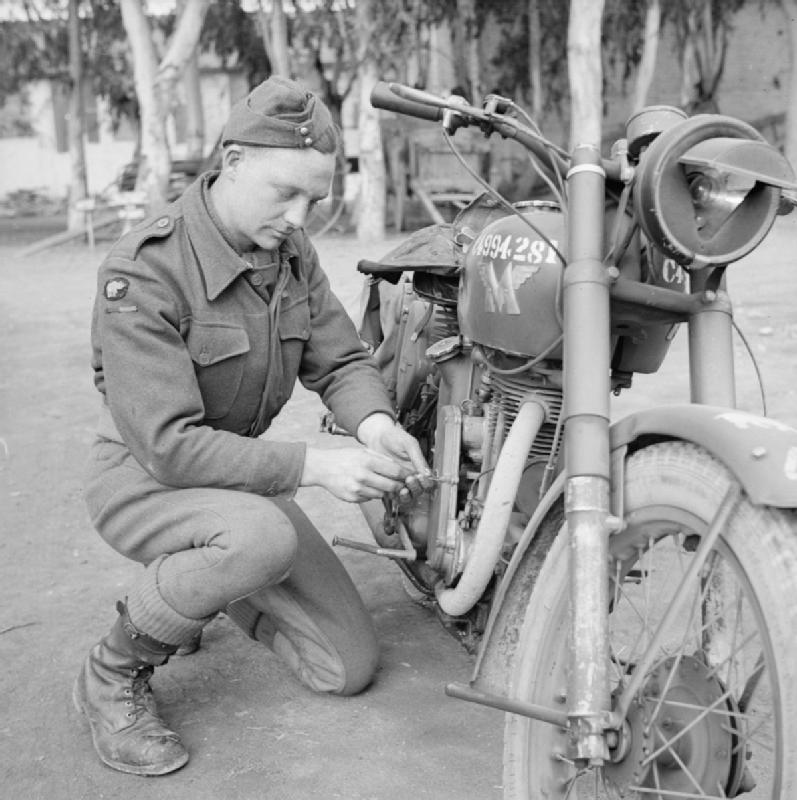
Soldado britânico no Norte da África fazendo a manutenção numa Matchless G3. 1944